# Llista d'espais d'interès geològic del domini Pirinenc de Catalunya
Llista d'espais d'interès geològic de la serralada Pirinenca inclosos en l'Inventari d'espais d'interès geològic de Catalunya (IEIGC).
| Nom                                                        | Protecció | Tipus | Característiques                                            | Localització | Codi      | Imatge |
| ---------------------------------------------------------- | --- | --- | ----------------------------------------------------------- | --- | --------- | --- |
| Romedo-Certascan                                           | PNT Alt Pirineu | Geozona Geòtops: 1- Pista a Certascan i Romedo 2- Llac i circ de Certascan 3- Llacs i circ de Romedo 4- Estanys de Naorte i Closell | 2.109,04 ha Estructural, Geomorfologia (Paleozoic)          | Lladorre (Pallars Sobirà) 42° 42′ 33″ N, 1° 18′ 47″ E / 42.709029°N,1.313166°E                                                             | IEIGC-101 | {{ca\|Geozona Romedo-Certascan (Lladorre)}} · {{WLE-AD-ES\|IEIGC-101}} · {{Object location dec\|42.709029\|1.313166\|region:ES-CT_type:forest_dim:9900_source:cawiki}} · [[Categoria:Romedo - Certascan]]                                                    |
| Vall glacial de Hònt Herèda                                | ENP Era Artiga de Lin | Geozona Geòtops: 1- Morenes de Hònt Herèda 2- Morena de glacera rocallosa de Montanèro 3- Fractures recents del Pòrt de Vielha | 493,8 ha Geomorfologia (Paleozoic, Neogen i Quaternari)     | Vielha e Mijaran (Val d'Aran) 42° 39′ 16″ N, 0° 46′ 41″ E / 42.654491°N,0.777947°E                                                         | IEIGC-102 | {{ca\|Vall glacial de Hònt Herèda (Vielha e Mijaran)}} · {{WLE-AD-ES\|IEIGC-102}} · {{Object location dec\|42.654491\|0.777947\|region:ES-CT_type:forest_dim:2800_source:cawiki}} · [[Categoria:Geological sites in Catalonia]]                              |
| Sistema càrstic dels Uelhs deth Joèu - Còth deth Tòro      | ENP Era Artiga de Lin | Geozona | 494,28 ha Hidrogeologia (Paleozoic, Neogen i Quaternari)    | Vielha e Mijaran (Val d'Aran) 42° 39′ 53″ N, 0° 41′ 11″ E / 42.664804°N,0.686376°E                                                         | IEIGC-103 | {{ca\|Geozona Uelhs deth Joèu - Còth deth Tòro (Vielha e Mijaran)}} · {{WLE-AD-ES\|IEIGC-103}} · {{Object location dec\|42.664804\|0.686376\|region:ES-CT_type:forest_dim:2700_source:cawiki}} · [[Categoria:Uelhs deth Joèu - Còth deth Tòro]]              |
| Roques amoltonades i estries glacials del pla de l'Orri    | | Geòtop | 5,35 ha Geomorfologia (Paleozoic, Neogen i Quaternari)      | Naut Aran (Val d'Aran) 42° 42′ 26″ N, 0° 57′ 10″ E / 42.707309°N,0.952906°E                                                                | IEIGC-104 | {{ca\|Geòtop Pla de l'Orri (Naut Aran)}} · {{WLE-AD-ES\|IEIGC-104}} · {{Object location dec\|42.707309\|0.952906\|region:ES-CT_type:landmark_source:cawiki}} · [[Categoria:Geological sites in Catalonia]]                                                   |
| Port Vell de vall Ferrera                                  | PNT Alt Pirineu | Geozona | 235,66 ha Estructural (Paleozoic)                           | Alins (Pallars Sobirà) 42° 37′ 50″ N, 1° 24′ 43″ E / 42.630442°N,1.411918°E                                                                | IEIGC-105 | {{ca\|Port Vell de vall Ferrera (Alins)}} · {{WLE-AD-ES\|IEIGC-105}} · {{Object location dec\|42.630442\|1.411918\|region:ES-CT_type:forest_dim:2000_source:cawiki}} · [[Categoria:Geological sites in Catalonia]]                                           |
| Vall glacial de Molières                                   | ENP Capçalera de la Noguera Ribagorçana                                                                                                | Geozona Geòtops: 1- Complex morènic de l'Espitau de Vielha 2- Salt de Molières 3- Estanhons de Molières | 1.254,27 ha Geomorfologia (Paleozoic, Neogen i Quaternari)  | Vielha e Mijaran (Val d'Aran) 42° 37′ 55″ N, 0° 44′ 28″ E / 42.631987°N,0.741056°E                                                         | IEIGC-106 | {{ca\|Vall glacial de Molières (Vielha e Mijaran)}} · {{WLE-AD-ES\|IEIGC-106}} · {{Object location dec\|42.631987\|0.741056\|region:ES-CT_type:forest_dim:4300_source:cawiki}} · [[Categoria:Geological sites in Catalonia]]                                 |
| Estanys de Baiau i port de Boet                            | PNT Alt Pirineu | Geozona Geòtops: 1- Estany d'Escorbes (GR-11) 2- Estanys de Baiau | 656,63 ha Estructural (Paleozoic)                           | Alins (Pallars Sobirà) 42° 36′ 21″ N, 1° 24′ 30″ E / 42.605958°N,1.408226°E                                                                | IEIGC-107 | {{ca\|Estanys de Baiau i port de Boet (Alins)}} · {{WLE-AD-ES\|IEIGC-107}} · {{Object location dec\|42.605958\|1.408226\|region:ES-CT_type:forest_dim:3800_source:cawiki}} · [[Categoria:Geological sites in Catalonia]]                                     |
| El relleu glacial d'Amitges i els Encantats                | PNC Aigüestortes i Estany de Sant Maurici                                                                                              | Geozona Geòtops: 1- Els Encantats 2- Agulles d'Amitges | 1.821,66 ha Geomorfologia (Paleozoic)                       | Espot (Pallars Sobirà) 42° 35′ 06″ N, 0° 59′ 23″ E / 42.585037°N,0.989728°E                                                                | IEIGC-108 | {{ca\|Relleu glacial d'Amitges i els Encantats (Espot)}} · {{WLE-AD-ES\|IEIGC-108}} · {{Object location dec\|42.585037\|0.989728\|region:ES-CT_type:forest_dim:5100_source:cawiki}} · [[Categoria:Geological sites in Catalonia]]                            |
| L'allau d'arrossegalls de Senet                            | ENP Gelada | Geòtop | 74,76 ha Geomorfologia (Paleozoic, Neogen i Quaternari)     | Vilaller Senet (Alta Ribagorça) 42° 32′ 49″ N, 0° 45′ 29″ E / 42.547074°N,0.757949°E                                                       | IEIGC-109 | {{ca\|Allau d'arrossegalls de Senet (Vilaller)}} · {{WLE-AD-ES\|IEIGC-109}} · {{Object location dec\|42.547074\|0.757949\|region:ES-CT_type:landmark_source:cawiki}} · [[Categoria:Geological sites in Catalonia]]                                           |
| Ambients lacustres del Parc d'Aigüestortes                 | PNC Aigüestortes i Estany de Sant Maurici                                                                                              | Geozona Geòtops: 1- Estany de Llebreta 2- Planells d'Aigüestortes i d'Aiguadassi 3- Estany Llong 4- Estany Redó | 570,47 ha Geomorfologia (Paleozoic, Neogen i Quaternari)    | Barruera (Alta Ribagorça) 42° 33′ 11″ N, 0° 54′ 30″ E / 42.552974°N,0.908415°E                                                             | IEIGC-110 | {{ca\|Ambients lacustres del Parc d'Aigüestortes (Barruera)}} · {{WLE-AD-ES\|IEIGC-110}} · {{Object location dec\|42.552974\|0.908415\|region:ES-CT_type:forest_dim:7500_source:cawiki}} · [[Categoria:Geological sites in Catalonia]]                       |
| Mines de Cierco                                            | ENP Gelada | Geòtop | 30,38 ha Jaciments (Paleozoic)                              | Vilaller Cierco (Alta Ribagorça) 42° 31′ 27″ N, 0° 43′ 42″ E / 42.524181°N,0.728252°E                                                      | IEIGC-111 | {{ca\|Mines de Cierco (Vilaller)}} · {{WLE-AD-ES\|IEIGC-111}} · {{Object location dec\|42.524181\|0.728252\|region:ES-CT_type:landmark_source:cawiki}} · [[Categoria:Geological sites in Catalonia]]                                                         |
| Plecs de la vall de Cardós                                 | | Geòtop | 3,66 ha Estructural (Paleozoic)                             | Ribera de Cardós, Esterri de Cardós (Pallars Sobirà) 42° 35′ 22″ N, 1° 14′ 25″ E / 42.589333°N,1.240231°E                                  | IEIGC-112 | {{ca\|Plecs de la vall de Cardós (Pallars Sobirà)}} · {{WLE-AD-ES\|IEIGC-112}} · {{Object location dec\|42.589333\|1.240231\|region:ES-CT_type:landmark_source:cawiki}} · [[Categoria:Plecs de la vall de Cardós]]                                           |
| Sinclinal de Llavorsí a les valls de Cardós i Ferrera      | | Geozona Geòtops: 1-Secció de la vall de la Noguera de Cardós 2- Secció de la vall de la Noguera de Vallferrera 3- Flanc nord devonià del sinclinal de Llavorsí                                                                                                 | 1.446,69 ha Estructural (Paleozoic)                         | Tírvia, Llavorsí, Farrera (Pallars Sobirà) 42° 31′ 08″ N, 1° 13′ 28″ E / 42.518806°N,1.22448°E                                             | IEIGC-113 | {{ca\|Sinclinal de Llavorsí a les valls de Cardós i Ferrera (Pallars Sobirà)}} · {{WLE-AD-ES\|IEIGC-113}} · {{Object location dec\|42.518806\|1.22448\|region:ES-CT_type:forest_dim:6300_source:cawiki}} · [[Categoria:Geological sites in Catalonia]]       |
| Dipòsits glacials de Sant Mamet a Vilaller                 | | Geòtop | 15,19 ha Geomorfologia (Paleozoic, Neogen i Quaternari)     | Vilaller (Alta Ribagorça) 42° 29′ 06″ N, 0° 43′ 02″ E / 42.485102°N,0.717146°E                                                             | IEIGC-114 | {{ca\|Dipòsits glacials de Sant Mamet (Vilaller)}} · {{WLE-AD-ES\|IEIGC-114}} · {{Object location dec\|42.485102\|0.717146\|region:ES-CT_type:landmark_source:cawiki}} · [[Categoria:Geological sites in Catalonia]]                                         |
| Finestres tectòniques de Rialp                             | | Geòtop | 68,37 ha Estructural (Paleozoic, Mesozoic)                  | Rialp (Pallars Sobirà) 42° 26′ 31″ N, 1° 07′ 59″ E / 42.441893°N,1.133171°E                                                                | IEIGC-115 | {{ca\|Finestres tectòniques de Rialp}} · {{WLE-AD-ES\|IEIGC-115}} · {{Object location dec\|42.441893\|1.133171\|region:ES-CT_type:landmark_source:cawiki}} · [[Categoria:Geological sites in Catalonia]]                                                     |
| Ignimbrites d'Erillcastell                                 | | Geozona | 346,36 ha Petrologia ígnia (Paleozoic, Mesozoic)            | El Pont de Suert (Alta Ribagorça) 42° 25′ 27″ N, 0° 48′ 12″ E / 42.424196°N,0.803197°E                                                     | IEIGC-116 | {{ca\|Ignimbrites d'Erillcastell (el Pont de Suert)}} · {{WLE-AD-ES\|IEIGC-116}} · {{Object location dec\|42.424196\|0.803197\|region:ES-CT_type:forest_dim:3300_source:cawiki}} · [[Categoria:Geological sites in Catalonia]]                               |
| El Paleozoic del dom de l'Orri                             | | Geozona Geòtops: 1- Carretera de Castellbò a Albet 1 2- Carretera de Castellbò a Albet 2 3- Carretera de Castellbò a Carmeniu 1 4- Carretera de Castellbò a Carmeniu 2                                                                                         | 224,33 ha Estructural, Petrologia (Paleozoic)               | Montferrer i Castellbò, les Valls d'Aguilar (Alt Urgell) 42° 22′ 35″ N, 1° 21′ 10″ E / 42.376462°N,1.352678°E                              | IEIGC-117 | {{ca\|Paleozoic del dom de l'Orri (Alt Urgell)}} · {{WLE-AD-ES\|IEIGC-117}} · {{Object location dec\|42.376462\|1.352678\|region:ES-CT_type:forest_dim:3100_source:cawiki}} · [[Categoria:Geological sites in Catalonia]]                                    |
| Gerri de la Sal                                            | | Geozona | 477,36 ha Estructural (Paleozoic, Mesozoic)                 | Gerri de la Sal (Pallars Sobirà) 42° 19′ 36″ N, 1° 03′ 55″ E / 42.326608°N,1.065264°E                                                      | IEIGC-118 | {{ca\|Geozona Gerri de la Sal}} · {{WLE-AD-ES\|IEIGC-118}} · {{Object location dec\|42.326608\|1.065264\|region:ES-CT_type:forest_dim:3800_source:cawiki}} · [[Categoria:Geological sites in Catalonia]]                                                     |
| Congost de Collegats                                       | ENP Collegats-Queralt | Geozona Geòtops: 1-Discordança del Cretaci superior i paleorelleu paleogen 2- Cretaci inferior de Collegats i estructura del Congost 3- Discordança progressiva de l'Espluga de Cuberes                                                                        | 685,89 ha Estructural (Mesozoic, Paleogen)                  | Gerri de la Sal, la Pobla de Segur (Pallars Jussà) 42° 18′ 00″ N, 1° 02′ 07″ E / 42.300072°N,1.035311°E                                    | IEIGC-119 | {{ca\|Congost de Collegats (Pallars Jussà)}} · {{WLE-AD-ES\|IEIGC-119}} · {{Object location dec\|42.300072\|1.035311\|region:ES-CT_type:forest_dim:4400_source:cawiki}} · [[Categoria:Collegats-Queralt]]                                                    |
| Hortoneda - roc de Santa - barranc de l'Infern - Montsor   | Part ENP Collegats-Queralt, Interès paleontològic                                                                                      | Geozona Geòtops: 1- El Roc de Santa | 1.376,06 ha Estructural, Estratigrafia (Mesozoic, Paleogen) | La Pobla de Segur, Conca de Dalt (Pallars Jussà) 42° 15′ 55″ N, 1° 00′ 57″ E / 42.265409°N,1.01574°E                                       | IEIGC-120 | {{ca\|Hortoneda - roc de Santa - barranc de l'Infern - Montsor (Pallars Jussà)}} · {{WLE-AD-ES\|IEIGC-120}} · {{Object location dec\|42.265409\|1.01574\|region:ES-CT_type:forest_dim:5900_source:cawiki}} · [[Categoria:Geological sites in Catalonia]]     |
| Formació Castissent a mas de Faro                          | Interès paleontològic | Geozona | 453,99 ha Estratigrafia (Paleogen)                          | Tremp (Pallars Jussà) 42° 08′ 40″ N, 0° 44′ 33″ E / 42.144564°N,0.742594°E                                                                 | IEIGC-121 | {{ca\|Formació Castissent a mas de Faro (Tremp)}} · {{WLE-AD-ES\|IEIGC-121}} · {{Object location dec\|42.144564\|0.742594\|region:ES-CT_type:forest_dim:2800_source:cawiki}} · [[Categoria:Geological sites in Catalonia]]                                   |
| La plataforma carbonatada de Sant Martí de Vilanoveta      | ENP Serra de Carreu-Sant Corneli, Interès paleontològic                                                                                | Geozona Geòtops: 1- Calcarenites d'Aramunt Vell 2- L'Aubagueta 3- Formacions de rudistes dels Casalots 4- Castell de Sant Martí de Vilanoveta 5- Pista de Collades 6- Sant Corneli                                                                             | 688,38 ha Estratigrafia (Mesozoic)                          | Conca de Dalt, Isona i Conca Dellà (Pallars Jussà) 42° 11′ 26″ N, 1° 01′ 13″ E / 42.190593°N,1.020225°E                                    | IEIGC-122 | {{ca\|Plataforma carbonatada de Sant Martí de Vilanoveta (Pallars Jussà)}} · {{WLE-AD-ES\|IEIGC-122}} · {{Object location dec\|42.190593\|1.020225\|region:ES-CT_type:forest_dim:3500_source:cawiki}} · [[Categoria:Geological sites in Catalonia]]          |
| Estratotip de l'Ilerdià (Claret - coll de Montllobar)      | Interès paleontològic | Geozona | 1.502,84 ha Estratigrafia (Paleogen)                        | Tremp (Pallars Jussà) 42° 09′ 24″ N, 0° 48′ 56″ E / 42.156603°N,0.815693°E                                                                 | IEIGC-123 | {{ca\|Estratotip de l'Ilerdià (Claret - coll de Montllobar)}} · {{WLE-AD-ES\|IEIGC-123}} · {{Object location dec\|42.156603\|0.815693\|region:ES-CT_type:forest_dim:5500_source:cawiki}} · [[Categoria:Geological sites in Catalonia]]                       |
| Esllavissada de Puigcercós                                 | | Geòtop | 34,83 ha Geomorfologia (Paleogen, Neogen i Quaternari)      | Tremp (Pallars Jussà) 42° 07′ 47″ N, 0° 52′ 59″ E / 42.129713°N,0.882978°E                                                                 | IEIGC-124 | {{ca\|Esllavissada de Puigcercós (Tremp)}} · {{WLE-AD-ES\|IEIGC-124}} · {{Object location dec\|42.129713\|0.882978\|region:ES-CT_type:landmark_source:cawiki}} · [[Categoria:Esllavissada de Puigcercós]]                                                    |
| Barranc de Posa - Isona                                    | Interès paleontològic | Geozona Geòtops: 1- Carretera Isona - Bóixols, km. 3-4 2- Ermita de la Posa | 253,49 ha Paleontològic (Mesozoic)                          | Isona i Conca Dellà (Pallars Jussà) 42° 07′ 39″ N, 1° 05′ 11″ E / 42.127445°N,1.086412°E                                                   | IEIGC-125 | {{ca\|Barranc de Posa - Isona}} · {{WLE-AD-ES\|IEIGC-125}} · {{Object location dec\|42.127445\|1.086412\|region:ES-CT_type:forest_dim:2400_source:cawiki}} · [[Categoria:Parc Cretari de la Posa]]                                                           |
| Anticlinal d'Oliana                                        | Part ENP Serra d'Aubenç i Roc de Cogul                                                                                                 | Geozona | 5.445,97 ha Estructural (Paleogen)                          | Oliana (Alt Urgell) 42° 06′ 18″ N, 1° 16′ 59″ E / 42.104863°N,1.283158°E                                                                   | IEIGC-126 | {{ca\|Anticlinal d'Oliana}} · {{WLE-AD-ES\|IEIGC-126}} · {{Object location dec\|42.104863\|1.283158\|region:ES-CT_type:forest_dim:11800_source:cawiki}} · [[Categoria:Anticlinal d'Oliana]]                                                                  |
| Congost de Mont-rebei - la Pertusa                         | ENP Serres de Montsec i Sant Mamet | Geozona | 1.139,03 ha Estratigrafia (Mesozoic, Paleogen)              | Àger i Sant Esteve de la Sarga (Noguera) 42° 04′ 42″ N, 0° 41′ 34″ E / 42.078242°N,0.6929°E                                                | IEIGC-127 | {{ca\|Congost de Mont-rebei - la Pertusa (Noguera)}} · {{WLE-AD-ES\|IEIGC-127}} · {{Object location dec\|42.078242\|0.6929\|region:ES-CT_type:forest_dim:5400_source:cawiki}} · [[Categoria:Congost de Mont-rebei]]                                          |
| Calcàries litogràfiques del Montsec                        | Interès paleontològic | Geozona | 708,69 ha Petrologia (Mesozoic)                             | Vilanova de Meià Santa Maria de Meià (Noguera) 42° 00′ 49″ N, 0° 54′ 03″ E / 42.013713°N,0.90072°E                                         | IEIGC-128 | {{ca\|Calcàries litogràfiques del Montsec (Vilanova de Meià)}} · {{WLE-AD-ES\|IEIGC-128}} · {{Object location dec\|42.013713\|0.90072\|region:ES-CT_type:forest_dim:7000_source:cawiki}} · [[Categoria:Calcàries litogràfiques del Montsec]]                 |
| Corçà - vall d'Àger                                        | Interès paleontològic | Geozona | 805,27 ha Estructural (Mesozoic, Paleogen)                  | Àger (Noguera) 42° 01′ 44″ N, 0° 40′ 26″ E / 42.028994°N,0.674022°E                                                                        | IEIGC-129 | {{ca\|Corçà - vall d'Àger}} · {{WLE-AD-ES\|IEIGC-129}} · {{Object location dec\|42.028994\|0.674022\|region:ES-CT_type:forest_dim:2800_source:cawiki}} · [[Categoria:Geological sites in Catalonia]]                                                         |
| Serra del Montsec: Àger - Colobor - Sant Alís              | ENP Serres de Montsec i Sant Mamet Interès paleontològic                                                                               | Geozona | 581,99 ha Estratigrafia (Mesozoic, Paleogen)                | Àger (Noguera) 42° 01′ 54″ N, 0° 46′ 57″ E / 42.031675°N,0.782573°E                                                                        | IEIGC-130 | {{ca\|Serra del Montsec: Àger - Colobor - Sant Alís}} · {{WLE-AD-ES\|IEIGC-130}} · {{Object location dec\|42.031675\|0.782573\|region:ES-CT_type:forest_dim:2700_source:cawiki}} · [[Categoria:Àger - Colobor - Sant Alís]]                                  |
| La Règola - vall d'Àger                                    | | Geozona Geòtops: 1- Camí de Can Xató 2- Cal Viudo 3- Tubany - Marge esquerre del Riu Fred 4- Les Alteres de la Baronia | 387,15 ha Estratigrafia (Paleogen)                          | Àger, Camarasa (Noguera) 41° 59′ 58″ N, 0° 49′ 17″ E / 41.999487°N,0.821433°E                                                              | IEIGC-131 | {{ca\|La Règola - vall d'Àger}} · {{WLE-AD-ES\|IEIGC-131}} · {{Object location dec\|41.999487\|0.821433\|region:ES-CT_type:forest_dim:5700_source:cawiki}} · [[Categoria:Geological sites in Catalonia]]                                                     |
| Límit Cretaci-Terciari a la carretera del Doll             | Part ENP Aiguabarreig Segre-Noguera Pallaresa, Interès paleontològic                                                                   | Geozona Geòtops: 1- Icnites de la Maçana | 2.463,13 ha Estructural (Mesozoic, Paleogen)                | Camarasa (Noguera) 41° 57′ 51″ N, 0° 51′ 58″ E / 41.964205°N,0.86605°E                                                                     | IEIGC-132 | {{ca\|Límit Cretaci-Terciari a la carretera del Doll (Camarasa)}} · {{WLE-AD-ES\|IEIGC-132}} · {{Object location dec\|41.964205\|0.86605\|region:ES-CT_type:forest_dim:6500_source:cawiki}} · [[Categoria:Geozona carretera del Doll]]                       |
| Sant Salvador de Camarasa                                  | ENP Aiguabarreig Segre-Noguera Pallaresa                                                                                               | Geozona | 2.042,89 ha Estructural (Mesozoic, Paleogen)                | Camarasa (Noguera) 41° 52′ 56″ N, 0° 51′ 34″ E / 41.882282°N,0.859538°E                                                                    | IEIGC-133 | {{ca\|Sant Salvador de Camarasa}} · {{WLE-AD-ES\|IEIGC-133}} · {{Object location dec\|41.882282\|0.859538\|region:ES-CT_type:forest_dim:9300_source:cawiki}} · [[Categoria:Geozona Sant Salvador de Camarasa]]                                               |
| Esterregalls d'Olopte - All i mines de Sanavastre          | Interès paleontològic | Geozona Geòtops: 1- Esterregalls d'Olopte 2- Les Guilleteres 3- Esterregalls d'All 4- Mines de lignit de Sanavastre | 105,71 ha Geomorfologia (Neogen i Quaternari)               | Isòvol, Ger, Das (Cerdanya) 42° 24′ 04″ N, 1° 49′ 12″ E / 42.401134°N,1.820029°E                                                           | IEIGC-134 | {{ca\|Esterregalls d'Olopte - All i mines de Sanavastre (Cerdanya)}} · {{WLE-AD-ES\|IEIGC-134}} · {{Object location dec\|42.401134\|1.820029\|region:ES-CT_type:forest_dim:1700_source:cawiki}} · [[Categoria:Geological sites in Catalonia]]                |
| Miocè del camp d'en Mixela                                 | Interès paleontològic | Geòtop | 2,12 ha Paleontològic jaciments (Neogen i Quaternari)       | Bellver de Cerdanya (Cerdanya) 42° 21′ 42″ N, 1° 46′ 10″ E / 42.361535°N,1.769558°E                                                        | IEIGC-135 | {{ca\|Miocè del camp d'en Mixela (Bellver de Cerdanya)}} · {{WLE-AD-ES\|IEIGC-135}} · {{Object location dec\|42.361535\|1.769558\|region:ES-CT_type:landmark_source:cawiki}} · [[Categoria:Geological sites in Catalonia]]                                   |
| Queralbs - Núria                                           | ENP Capçaleres del Ter i del Freser | Geozona Geòtops: 1- La Farga - Central de Daió de Baix 2- Gorges de Núria 3- Santuari de Núria 4- Pic de Noufonts | 781,76 ha Petrologia (Paleozoic i Quatrenari)               | Queralbs (Ripollès) 42° 22′ 59″ N, 2° 09′ 35″ E / 42.383145°N,2.159609°E                                                                   | IEIGC-136 | {{ca\|Queralbs - Núria}} · {{WLE-AD-ES\|IEIGC-136}} · {{Object location dec\|42.383145\|2.159609\|region:ES-CT_type:forest_dim:7200_source:cawiki}} · [[Categoria:Geozona Queralbs - Núria]]                                                                 |
| Esbaldregalls estratificats de coll d'Ares                 | | Geòtop | 34,8 ha Geomorfologia (Paleozoic, Neogen i Quaternari)      | Molló (Ripollès) 42° 22′ 04″ N, 2° 26′ 34″ E / 42.367873°N,2.442748°E                                                                      | IEIGC-137 | {{ca\|Esbaldregalls estratificats de coll d'Ares (Molló)}} · {{WLE-AD-ES\|IEIGC-137}} · {{Object location dec\|42.367873\|2.442748\|region:ES-CT_type:landmark_source:cawiki}} · [[Categoria:Geological sites in Catalonia]]                                 |
| Conglomerats paleozoics de Tregurà                         | | Geòtop | 38,13 ha Estratigrafia (Paleozoic)                          | Vilallonga de Ter (Ripollès) 42° 21′ 21″ N, 2° 15′ 35″ E / 42.355909°N,2.259807°E                                                          | IEIGC-138 | {{ca\|Conglomerats paleozoics de Tregurà (Vilallonga de Ter)}} · {{WLE-AD-ES\|IEIGC-138}} · {{Object location dec\|42.355909\|2.259807\|region:ES-CT_type:landmark_source:cawiki}} · [[Categoria:Geological sites in Catalonia]]                             |
| Conglomerats de l'Ordovicià superior a la Molina           | | Geòtop | 5,03 ha Estratigrafia (Paleozoic)                           | Alp (Cerdanya) 42° 20′ 36″ N, 1° 57′ 37″ E / 42.343445°N,1.960301°E                                                                        | IEIGC-139 | {{ca\|Conglomerats de l'Ordovicià superior a la Molina (Alp)}} · {{WLE-AD-ES\|IEIGC-139}} · {{Object location dec\|42.343445\|1.960301\|region:ES-CT_type:landmark_source:cawiki}} · [[Categoria:Geological sites in Catalonia]]                             |
| Riolites de Gréixer                                        | PNT del Cadí-Moixeró | Geozona | 300,87 ha Petrologia (Paleozoic, Mesozoic, Paleogen)        | Gréixer (Guardiola de Berguedà) (Berguedà i Cerdanya) 42° 17′ 24″ N, 1° 50′ 41″ E / 42.290104°N,1.844637°E                                 | IEIGC-140 | {{ca\|Riolites de Gréixer (Ger)}} · {{WLE-AD-ES\|IEIGC-140}} · {{Object location dec\|42.290104\|1.844637\|region:ES-CT_type:forest_dim:3600_source:cawiki}} · [[Categoria:Geological sites in Catalonia]]                                                   |
| Roques vulcanoclàstiques de Castellar de n'Hug             | | Geozona | 220,35 ha Petrologia (Paleozoic, Paleogen)                  | Castellar de n'Hug (Berguedà) 42° 16′ 58″ N, 2° 02′ 11″ E / 42.282846°N,2.036476°E                                                         | IEIGC-141 | {{ca\|Roques vulcanoclàstiques de Castellar de n'Hug}} · {{WLE-AD-ES\|IEIGC-141}} · {{Object location dec\|42.282846\|2.036476\|region:ES-CT_type:forest_dim:2000_source:cawiki}} · [[Categoria:Geological sites in Catalonia]]                              |
| Pont de les Coves (vall del Freser)                        | | Geòtop | 161,63 ha Estratigrafia, Estructural (Paleozoic, Paleogen)  | Ribes de Freser (Ripollès) 42° 17′ 15″ N, 2° 09′ 34″ E / 42.287532°N,2.15945°E                                                             | IEIGC-142 | {{ca\|Pont de les Coves (vall del Freser)}} · {{WLE-AD-ES\|IEIGC-142}} · {{Object location dec\|42.287532\|2.15945\|region:ES-CT_type:landmark_source:cawiki}} · [[Categoria:Geological sites in Catalonia]]                                                 |
| Mines de Surroca i Ogassa                                  | Interès paleontològic | Geòtop | 52,42 ha Jaciments (Paleozoic)                              | Ogassa (Ripollès) 42° 16′ 23″ N, 2° 16′ 12″ E / 42.272961°N,2.270035°E                                                                     | IEIGC-143 | {{ca\|Mines de Surroca i Ogassa}} · {{WLE-AD-ES\|IEIGC-143}} · {{Object location dec\|42.272961\|2.270035\|region:ES-CT_type:landmark_source:cawiki}} · [[Categoria:Mines de Surroca i Ogassa]]                                                              |
| Serra del Cadí                                             | PNT del Cadí-Moixeró | Geozona | 1.376,3 ha General (Mesozoic, Paleogen)                     | Saldes, Josa i Tuixén, Bagà i Montellà i Martinet (Berguedà, Alt Urgell i Cerdanya) 42° 17′ 48″ N, 1° 42′ 36″ E / 42.296636°N,1.710009°E   | IEIGC-144 | {{ca\|Serra del Cadí}} · {{WLE-AD-ES\|IEIGC-144}} · {{Object location dec\|42.296636\|1.710009\|region:ES-CT_type:forest_dim:4800_source:cawiki}} · [[Categoria:Geological sites in Catalonia]]                                                              |
| Pedraforca                                                 | PNIN Massís del Pedraforca PNT del Cadí-Moixeró                                                                                        | Geozona | 1.489,16 ha Estratigrafia, Estructural (Mesozoic, Paleogen) | Saldes, Gósol, Josa i Tuixén (Berguedà) 42° 14′ 14″ N, 1° 43′ 14″ E / 42.237262°N,1.720511°E                                               | IEIGC-145 | {{ca\|Pedraforca}} · {{WLE-AD-ES\|IEIGC-145}} · {{Object location dec\|42.237262\|1.720511\|region:ES-CT_type:forest_dim:5000_source:cawiki}} · [[Categoria:Pedraforca]]                                                                                     |
| L'Espà - Saldes                                            | Interès paleontològic PNIN Massís del Pedraforca PNT del Cadí-Moixeró                                                                  | Geozona | 567,66 ha Paleontològic (Mesozoic, Paleogen)                | Saldes (Berguedà) 42° 13′ 12″ N, 1° 42′ 21″ E / 42.220099°N,1.705851°E                                                                     | IEIGC-146 | {{ca\|L'Espà - Saldes}} · {{WLE-AD-ES\|IEIGC-146}} · {{Object location dec\|42.220099\|1.705851\|region:ES-CT_type:forest_dim:3000_source:cawiki}} · [[Categoria:Geological sites in Catalonia]]                                                             |
| Coll de Fumanyà                                            | Interès paleontologic ENP Serra d'Ensija-els Rasos de Peguera Inventari d'icnites de la península Ibèrica (proposat Patrimoni Mundial) | Geozona | 668,23 ha Paleontològic, Estructural (Mesozoic)             | Vallcebre (Berguedà) 42° 12′ 05″ N, 1° 47′ 26″ E / 42.20137°N,1.790532°E                                                                   | IEIGC-147 | {{ca\|Coll de Fumanyà (Vallcebre)}} · {{WLE-AD-ES\|IEIGC-147}} · {{Object location dec\|42.20137\|1.790532\|region:ES-CT_type:forest_dim:2800_source:cawiki}} · [[Categoria:Geological sites in Catalonia]]                                                  |
| Mines de petroli de Riutort                                | PNT del Cadí-Moixeró | Geòtop | 36,88 ha Jaciments (Paleogen)                               | Guardiola de Berguedà (Berguedà) 42° 15′ 08″ N, 1° 55′ 12″ E / 42.252267°N,1.920116°E                                                      | IEIGC-148 | {{ca\|Mines de petroli de Riutort (Guardiola de Berguedà)}} · {{WLE-AD-ES\|IEIGC-148}} · {{Object location dec\|42.252267\|1.920116\|region:ES-CT_type:landmark_source:cawiki}} · [[Categoria:Mines de petroli de Riutort]]                                  |
| Mines de carbó de Fígols                                   | | Geòtop | 1,52 ha Jaciments (Mesozoic)                                | Cercs (Berguedà) 42° 11′ 00″ N, 1° 51′ 14″ E / 42.183227°N,1.853851°E                                                                      | IEIGC-149 | {{ca\|Mines de carbó de Fígols (Cercs)}} · {{WLE-AD-ES\|IEIGC-149}} · {{Object location dec\|42.183227\|1.853851\|region:ES-CT_type:landmark_source:cawiki}} · [[Categoria:Geological sites in Catalonia]]                                                   |
| Borredà - Sant Jaume de Frontanyà                          | Interès paleontologic PENP Serra d'Ensija Inventari d'icnites de la península Ibèrica (proposat Patrimoni Mundial)                     | Geozona | 442,24 ha Estratigrafia (Paleogen)                          | Borredà, Sant Jaume de Frontanyà (Berguedà) 42° 09′ 12″ N, 2° 00′ 00″ E / 42.153455°N,1.999893°E                                           | IEIGC-150 | {{ca\|Borredà - Sant Jaume de Frontanyà}} · {{WLE-AD-ES\|IEIGC-150}} · {{Object location dec\|42.153455\|1.999893\|region:ES-CT_type:forest_dim:4800_source:cawiki}} · [[Categoria:Geological sites in Catalonia]]                                           |
| Coll de Terradelles (vall del Ter)                         | | Geozona | 142,95 ha Estratigrafia (Paleogen)                          | Ripoll (Ripollès) 42° 08′ 48″ N, 2° 12′ 17″ E / 42.146559°N,2.204859°E                                                                     | IEIGC-151 | {{ca\|Coll de Terradelles (vall del Ter)}} · {{WLE-AD-ES\|IEIGC-151}} · {{Object location dec\|42.146559\|2.204859\|region:ES-CT_type:forest_dim:1400_source:cawiki}} · [[Categoria:Geological sites in Catalonia]]                                          |
| Discordances progressives de Sant Llorenç de Morunys       | ENP Serres de Busa-els Bastets-Lord | Geozona | 4.663,63 ha Estratigrafia, Estructural (Paleogen)           | La Coma i la Pedra, Guixers, Sant Llorenç de Morunys, Navès, Lladurs, Odèn (Solsonès) 42° 06′ 35″ N, 1° 40′ 28″ E / 42.109654°N,1.674572°E | IEIGC-152 | {{ca\|Discordances progressives de Sant Llorenç de Morunys}} · {{WLE-AD-ES\|IEIGC-152}} · {{Object location dec\|42.109654\|1.674572\|region:ES-CT_type:forest_dim:9900_source:cawiki}} · [[Categoria:Discordances progressives de Sant Llorenç de Morunys]] |
| Santa Maria de Queralt                                     | ENP Serres de Queralt i els Tossals | Geozona | 206,78 ha Estratigrafia (Mesozoic, Paleogen)                | Berga (Berguedà) 42° 06′ 33″ N, 1° 49′ 30″ E / 42.109302°N,1.825099°E                                                                      | IEIGC-153 | {{ca\|Geozona de Santa Maria de Queralt (Berga)}} · {{WLE-AD-ES\|IEIGC-153}} · {{Object location dec\|42.109302\|1.825099\|region:ES-CT_type:forest_dim:1700_source:cawiki}} · [[Categoria:Geozona de Santa Maria de Queralt]]                               |
| L'anticlinal de Bellmunt                                   | Gran part en ENP Serres de Milany-Santa Magdalena i Puigsacalm-Bellmunt                                                                | Geozona | 156 ha Estructural (Paleogen)                               | Sant Pere de Torelló (Osona) 42° 06′ 02″ N, 2° 17′ 48″ E / 42.10069°N,2.296566°E                                                           | IEIGC-154 | {{ca\|Anticlinal de Bellmunt (Sant Pere de Torelló)}} · {{WLE-AD-ES\|IEIGC-154}} · {{Object location dec\|42.10069\|2.296566\|region:ES-CT_type:forest_dim:2300_source:cawiki}} · [[Categoria:Geological sites in Catalonia]]                                |
| Mines de talc a la Vajol                                   | | Geozona | 964,41 ha Estructural, Petrologia, Jaciments (Paleozoic)    | La Vajol (Alt Empordà) 42° 24′ 01″ N, 2° 47′ 27″ E / 42.400376°N,2.79076°E                                                                 | IEIGC-155 | {{ca\|Mines de talc a la Vajol}} · {{WLE-AD-ES\|IEIGC-155}} · {{Object location dec\|42.400376\|2.79076\|region:ES-CT_type:forest_dim:3800_source:cawiki}} · [[Categoria:Geological sites in Catalonia]]                                                     |
| Puig d'es Quers                                            | ENP Massís de l'Albera | Geozona Geòtops: 1-Puig d'es Quers i Mas Patiràs 2- Mines del Barranc de Corbera i de la riera de Molinars | 341,85 ha Jaciments (Paleozoic)                             | Sant Miquel de Colera (Alt Empordà) 42° 23′ 56″ N, 3° 07′ 03″ E / 42.398913°N,3.117557°E                                                   | IEIGC-156 | {{ca\|Puig d'es Quers (Sant Miquel de Colera)}} · {{WLE-AD-ES\|IEIGC-156}} · {{Object location dec\|42.398913\|3.117557\|region:ES-CT_type:forest_dim:4000_source:cawiki}} · [[Categoria:Geological sites in Catalonia]]                                     |
| El Mont-roig i els encavalcaments de Biure                 | | Geozona Geòtops: 1- Biure 2- Les Muleres | 672,48 ha Estructural (Paleozoic, Mesozoic, Paleogen)       | Biure (Alt Empordà) 42° 20′ 43″ N, 2° 54′ 12″ E / 42.345283°N,2.903361°E                                                                   | IEIGC-157 | {{ca\|El Mont-roig i els encavalcaments de Biure}} · {{WLE-AD-ES\|IEIGC-157}} · {{Object location dec\|42.345283\|2.903361\|region:ES-CT_type:forest_dim:4000_source:cawiki}} · [[Categoria:Geological sites in Catalonia]]                                  |
| Boadella - la Salut de Terrades                            | Interès paleontologic | Geozona Geòtops: 1- Cambrià de la Salut de Terrades i Ilerdià al Coll de la Salut 2- Inconformitat al sud de Rocacorba i de la carretera a la Presa 3- Pseudosinclinal de Darnius                                                                              | 935,53 ha Estructural (Paleozoic, Paleogen)                 | Darnius, Terrades i Sant Llorenç de la Muga (Alt Empordà) 42° 19′ 59″ N, 2° 49′ 36″ E / 42.332976°N,2.826778°E                             | IEIGC-158 | {{ca\|Boadella - la Salut de Terrades (Alt Empordà)}} · {{WLE-AD-ES\|IEIGC-158}} · {{Object location dec\|42.332976\|2.826778\|region:ES-CT_type:forest_dim:4000_source:cawiki}} · [[Categoria:Geological sites in Catalonia]]                               |
| Gneis del Port de la Selva                                 | Part PNT de Cap de Creus PNIN Cap Gros - Cap de Creus                                                                                  | Geozona Geòtops: 1- Vessant occidental de la Carbonera 2- Punta de la Creu i costa oriental de Cala Tamariua 3- Els Llaures i pedreres | 80,37 ha Estructural, Petrologia, (Paleogen)                | El Port de la Selva (Alt Empordà) 42° 20′ 31″ N, 3° 12′ 38″ E / 42.341944°N,3.210531°E                                                     | IEIGC-159 | {{ca\|Gneis del Port de la Selva}} · {{WLE-AD-ES\|IEIGC-159}} · {{Object location dec\|42.341944\|3.210531\|region:ES-CT_type:forest_dim:1300_source:cawiki}} · [[Categoria:Gneis del Port de la Selva]]                                                     |
| Roques del Cap de Creus (Rabassers - punta dels Farallons) | PNT del Cap de Creus | Geozona Geòtops: 1- Quarsites de Rabassers de Dalt 2- Ginebrer 3- Camí de Cala Serena 4- Zones de cisalla de Cala Prona i el Llimac 5- Punta dels Farallons i Volt Andrau 6- Cala Sardina                                                                      | 258,63 ha Petrologia (Paleozoic)                            | El Port de la Selva, Cadaqués (Alt Empordà) 42° 19′ 52″ N, 3° 16′ 17″ E / 42.331192°N,3.271345°E                                           | IEIGC-160 | {{ca\|Roques del Cap de Creus (Rabassers - punta dels Farallons)}} · {{WLE-AD-ES\|IEIGC-160}} · {{Object location dec\|42.331192\|3.271345\|region:ES-CT_type:forest_dim:3000_source:cawiki}} · [[Categoria:Geological sites in Catalonia]]                  |
| Les sorres de les Cavorques al Port de la Selva            | PNT del Cap de Creus | Geòtop | 46,22 ha Estratigrafia (Paleozoic, Neogen i Quaternari)     | El Port de la Selva (Alt Empordà) 42° 18′ 56″ N, 3° 13′ 05″ E / 42.315539°N,3.218057°E                                                     | IEIGC-161 | {{ca\|Les sorres de les Cavorques al Port de la Selva}} · {{WLE-AD-ES\|IEIGC-161}} · {{Object location dec\|42.315539\|3.218057\|region:ES-CT_type:landmark_source:cawiki}} · [[Categoria:Geological sites in Catalonia]]                                    |
| Extrem oriental de la península del cap de Creus           | PNT del Cap de Creus | Geozona Geòtops: 1- Cala Jugadora – Roigs 2- Cala Culip - pegmatita plegada 3- Puig Culip 4- Zones de cisalla de Culleró 5- Porfiroblastes de Portaló 6- Mina de mica de Ses Orgues 7- Cala Bona i Morro de Cala Bona 8- Es Camell                             | 275,09 ha Estructural, Petrologia (Paleozoic)               | Cadaqués (Alt Empordà) 42° 19′ 06″ N, 3° 18′ 10″ E / 42.318365°N,3.302783°E                                                                | IEIGC-162 | {{ca\|Extrem oriental de la península del cap de Creus (Cadaqués)}} · {{WLE-AD-ES\|IEIGC-162}} · {{Object location dec\|42.318365\|3.302783\|region:ES-CT_type:forest_dim:3000_source:cawiki}} · [[Categoria:Geological sites in Catalonia]]                 |
| Zones de cisalla de Roses                                  | ZMT | Geòtop | 12,65 ha Estructural (Paleozoic)                            | Roses (Alt Empordà) 42° 14′ 53″ N, 3° 10′ 59″ E / 42.248063°N,3.183022°E                                                                   | IEIGC-163 | {{ca\|Zones de cisalla de Roses}} · {{WLE-AD-ES\|IEIGC-163}} · {{Object location dec\|42.248063\|3.183022\|region:ES-CT_type:landmark_source:cawiki}} · [[Categoria:Geological sites in Catalonia]]                                                          |
| Paleozoic del cap de Norfeu                                | PNT del Cap de Creus | Geozona Geòtops: 1- Coll de l'Alzeda- Puig d'en Marès 2- Cap Trencat - Cap Blanc - Cala Rustella 3- Puig La Morisca i pedreres de Montjoi 4- Torre de Norfeu - Cova de Ses Ermites 5- Punta Prima - Cap Gros de Norfeu – Rec de la calç 6- Pla de la Guardiola | 574,65 ha Estructural (Paleozoic)                           | Roses (Alt Empordà) 42° 15′ 13″ N, 3° 13′ 18″ E / 42.253746°N,3.221678°E                                                                   | IEIGC-164 | {{ca\|Paleozoic del cap de Norfeu (Roses)}} · {{WLE-AD-ES\|IEIGC-164}} · {{Object location dec\|42.253746\|3.221678\|region:ES-CT_type:forest_dim:5200_source:cawiki}} · [[Categoria:Geological sites in Catalonia]]                                         |
| Estanys de Vilaüt - Aiguamolls de l'Alt Empordà            | PNT Aiguamolls de l'Empordà | Geozona | 1.076,18 ha Geomorfologia (Neogen i Quaternari)             | Castelló d'Empúries, Palau-saverdera, Pau, Roses (Alt Empordà) 42° 16′ 17″ N, 3° 07′ 38″ E / 42.271419°N,3.127333°E                        | IEIGC-165 | {{ca\|Estanys de Vilaüt - Aiguamolls de l'Alt Empordà}} · {{WLE-AD-ES\|IEIGC-165}} · {{Object location dec\|42.271419\|3.127333\|region:ES-CT_type:forest_dim:5200_source:cawiki}} · [[Categoria:Geological sites in Catalonia]]                             |
| Les Llaunes - aiguamolls de l'Alt Empordà                  | PNT Aiguamolls de l'Empordà | Geozona Geòtops: 1- La maresma litoral – observatori de Pallejà 2- L'evolució deltaica – observatori Senillosa 3- Les Goles | 903,65 ha Geomorfologia (Neogen i Quaternari)               | Castelló d'Empúries, Sant Pere Pescador, l'Armentera (Alt Empordà) 42° 13′ 59″ N, 3° 06′ 34″ E / 42.233191°N,3.109387°E                    | IEIGC-166 | {{ca\|Les Llaunes - aiguamolls de l'Alt Empordà}} · {{WLE-AD-ES\|IEIGC-166}} · {{Object location dec\|42.233191\|3.109387\|region:ES-CT_type:forest_dim:4300_source:cawiki}} · [[Categoria:Geological sites in Catalonia]]                                   |
| Traquites de Vilacolum                                     | | Geòtop | 64,33 ha Petrologia (Neogen i Quaternari)                   | Torroella de Fluvià Vilacolum (Alt Empordà) 42° 11′ 29″ N, 3° 01′ 40″ E / 42.191276°N,3.027884°E                                           | IEIGC-167 | {{ca\|Traquites de Vilacolum (Torroella de Fluvià)}} · {{WLE-AD-ES\|IEIGC-167}} · {{Object location dec\|42.191276\|3.027884\|region:ES-CT_type:landmark_source:cawiki}} · [[Categoria:Geological sites in Catalonia]]                                       |
| Illes Medes i Montgrí Oriental                             | ENP Massís del Montgrí RNI Illes Medes                                                                                                 | Geozona Geòtops: 1- Illes Medes | 543,8 ha Estratigrafia, Geomorfologia (Mesozoic, Paleogen)  | Torroella de Montgrí (Baix Empordà) 42° 05′ 04″ N, 3° 11′ 47″ E / 42.084405°N,3.196277°E                                                   | IEIGC-168 | {{ca\|Illes Medes i Montgrí Oriental (Torroella de Fluvià)}} · {{WLE-AD-ES\|IEIGC-168}} · {{Object location dec\|42.084405\|3.196277\|region:ES-CT_type:forest_dim:7700_source:cawiki}} · [[Categoria:Geological sites in Catalonia]]                        |
| Collades de Basturs                                        | ENP Serra de Carreu-Sant Corneli, Interès paleontologic                                                                                | Geozona Geòtops: 1- Icnites Abella de la Conca | 452,99 ha Estratigrafia, Paleontologia (Mesozoic)           | Abella de la Conca, Isona i Conca Dellà (Pallars Jussà) 42° 10′ 37″ N, 1° 01′ 40″ E / 42.176913°N,1.027793°E                               | IEIGC-169 | {{ca\|Collades de Basturs (Pallars Jussà)}} · {{WLE-AD-ES\|IEIGC-169}} · {{Object location dec\|42.176913\|1.027793\|region:ES-CT_type:forest_dim:4000_source:cawiki}} · [[Categoria:Geological sites in Catalonia]]                                         |
| Mines de Vallcebre                                         | ENP Serra d'Ensija | Geòtop | 13,47 ha Jaciments (Mesozoic)                               | Vallcebre (Berguedà) 42° 11′ 58″ N, 1° 49′ 14″ E / 42.19949°N,1.820506°E                                                                   | IEIGC-170 | {{ca\|Mines de Vallcebre}} · {{WLE-AD-ES\|IEIGC-170}} · {{Object location dec\|42.19949\|1.820506\|region:ES-CT_type:landmark_source:cawiki}} · [[Categoria:Geological sites in Catalonia]]                                                                  |

## Llegenda i glossari
- Protecció:
  - PNC: parc nacional
  - PNT: parc natural
  - PNIN: paratge natural d'interès nacional
  - ENP: espai natural protegit